# ألان وودرو
ألان وودرو هو مغني أوبرا كندي، ولد في 1952.

## وصلات خارجية
- ألان وودرو على موقع IMDb (الإنجليزية)
- ألان وودرو على موقع ميوزك برينز (الإنجليزية)
- ألان وودرو على موقع أول ميوزيك (الإنجليزية)
- ألان وودرو على موقع ديسكوغز (الإنجليزية)